# Аурелија (Рим)
Аурелија је насеље у Италији у округу Рим, региону Лацио.
Према процени из 2011. у насељу је живело 1248 становника. Насеље се налази на надморској висини од 65 м.